# Achí
Achí – miasto w Kolumbii, w departamencie Bolívar.